# Ignacio Suárez Llanos
Ignacio Suárez Llanos (n. 31 iulie 1830, Gijón, Asturia, Spania – d. 25 decembrie 1881, Madrid, Noua Castilie⁠(d), Spania) a fost un pictor și ilustrator spaniol specializat în portrete.

## Biografie
Când era încă foarte tânăr, s-a mutat la Madrid. Acolo și-a început studiile la Real Academia de Bellas Artes din San Fernando și la instituția afiliată acesteia, Escuela Superior de Pintura, unde i-a avut ca profesori pe Bernardino Montañés și Federico de Madrazo. Ulterior, a primit o bursă din partea guvernului spaniol pentru a-și continua studiile la Academia Spaniolă din Roma.
A participat în mod regulat la Expoziția Națională de Arte Plastice, începând din 1858, când reprezentarea lui Caius Gracchus a jucat un rol esențial în obținerea bursei pentru Roma. A primit un premiu de clasa a treia în 1860 pentru o scenă dintr-o poveste populară clasică, La tía fingida (Mătușa prefăcută). Doi ani mai târziu, a primit Premiul I pentru redarea unei scene din viața surorii Marcela de San Félix⁠(d).
Cu toate acestea, este cel mai bine cunoscut pentru portretele sale, printre care se numără cele ale lui Emilio Castelar⁠(d), președintele Primei Republici Spaniole, Práxedes Mateo Sagasta⁠(d), care a fost prim-ministru timp de mai multe mandate, ale reginei María Cristina, ale dramaturgilor, Gaspar Núñez de Arce⁠(d) și Antonio García Gutiérrez, precum și ale ceramicistul, Daniel Zuloaga. Unele dintre acestea au devenit ilustrații standard pentru manuale.
De asemenea, a contribuit în mod regulat cu ilustrații pentru revista El Arte en España, și a fost membru al juriului pentru numeroase expoziții.
Din 1866, a fost profesor la Real Academia și, în 1873, a primit catedra de Anatomie Picturală. În 1881, a fost numit academician la Real Academia, deși a murit, brusc, înainte de a putea accepta oficial funcția.

## Selecție de portrete

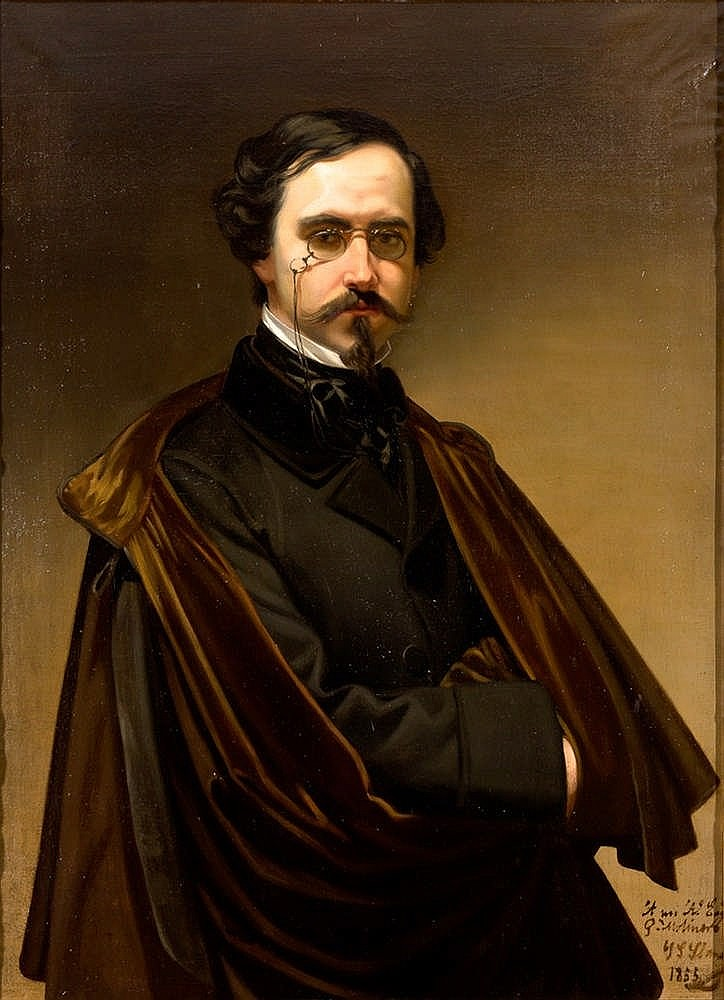
Portretul unui domn
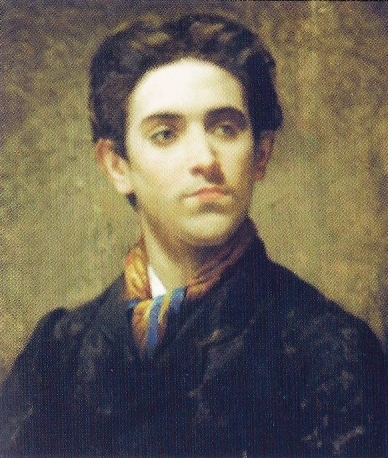
Daniel Zuloaga
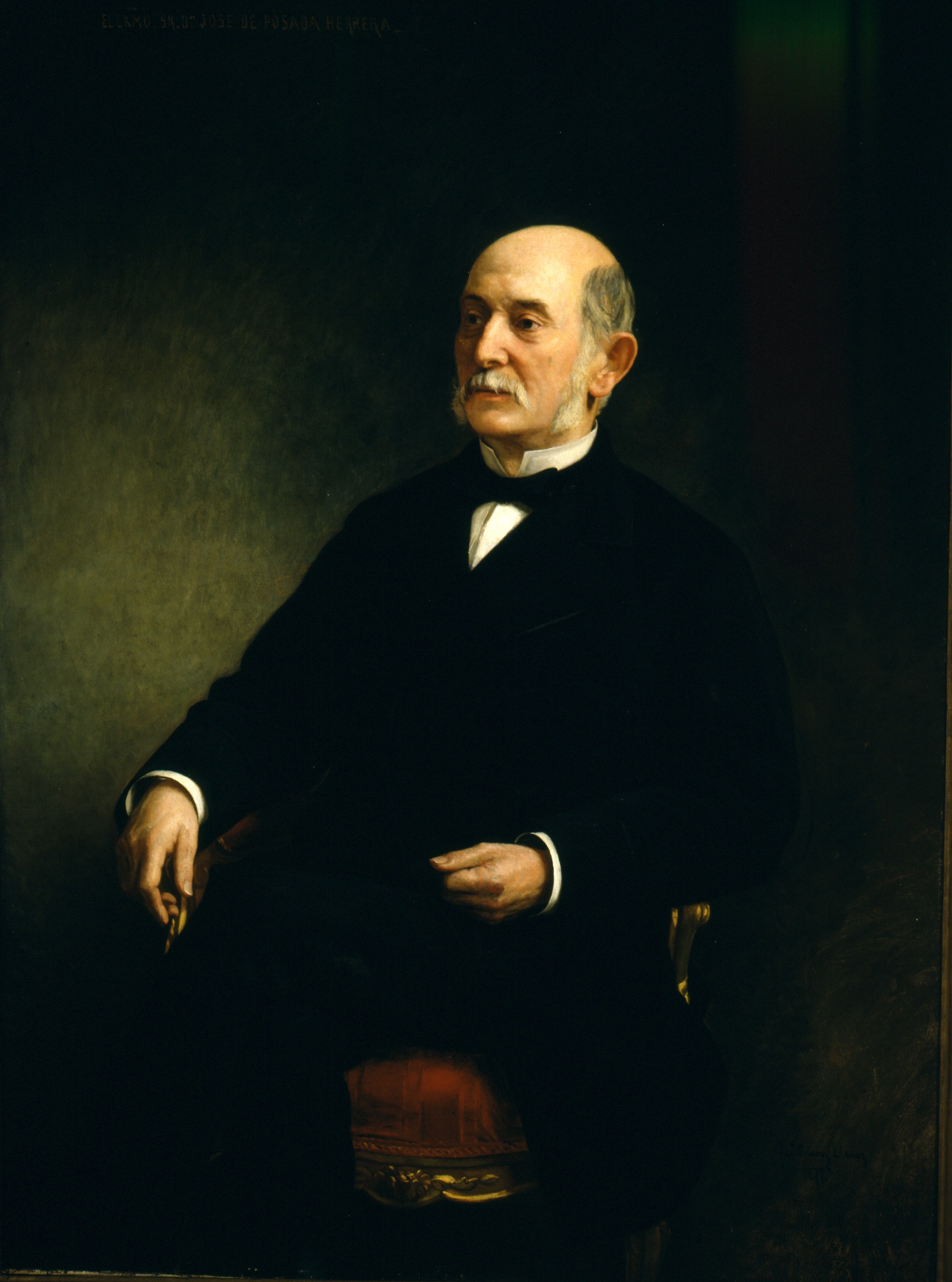
José Posada Herrera⁠(d)
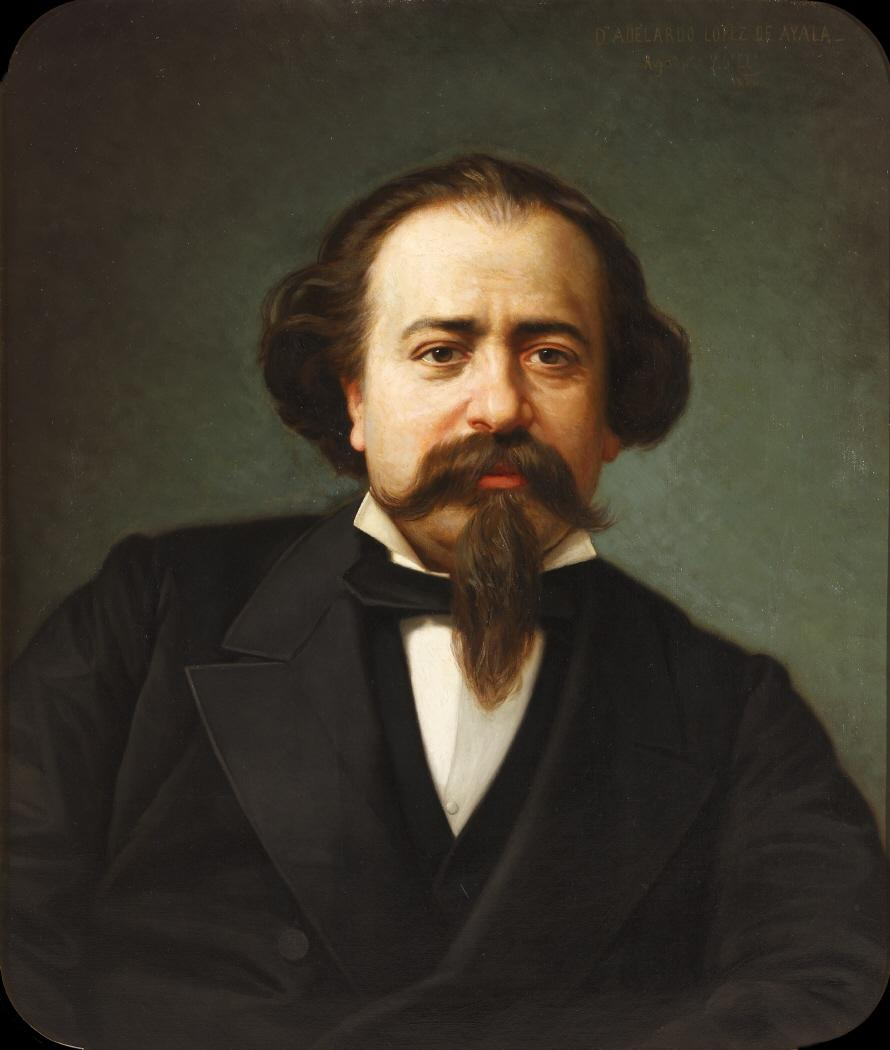
Adelardo López de Ayala⁠(d)